# قائمة قرارات مجلس الأمن التابع للأمم المتحدة لعام 1981
تتضمن قائمة قرارات مجلس الأمن التابع للأمم المتحدة لعام 1981 جميع القرارات الصادرة عن مجلس الأمن التابع للأمم المتحدة خلال العام 1981.

## القائمة
| رقم القرار | الرمز            | نص القرار                         | موضوع القرار                        |
| ---------- | ---------------- | --------------------------------- | ----------------------------------- |
| 485        | S/RES/485 (1981) | نص الوثيقة على موقع الأمم المتحدة | إسرائيل - الجمهورية العربية السورية |
| 486        | S/RES/486 (1981) | نص الوثيقة على موقع الأمم المتحدة | قبرص                                |
| 487        | S/RES/487 (1981) | نص الوثيقة على موقع الأمم المتحدة | العراق - إسرائيل                    |
| 488        | S/RES/488 (1981) | نص الوثيقة على موقع الأمم المتحدة | إسرائيل - لبنان                     |
| 489        | S/RES/489 (1981) | نص الوثيقة على موقع الأمم المتحدة | قبول أعضاء جدد: فانواتو             |
| 490        | S/RES/490 (1981) | نص الوثيقة على موقع الأمم المتحدة | لبنان                               |
| 491        | S/RES/491 (1981) | نص الوثيقة على موقع الأمم المتحدة | قبول أعضاء جدد: بليز                |
| 492        | S/RES/492 (1981) | نص الوثيقة على موقع الأمم المتحدة | قبول أعضاء جدد: أنتيغوا وباربودا    |
| 493        | S/RES/493 (1981) | نص الوثيقة على موقع الأمم المتحدة | إسرائيل - الجمهورية العربية السورية |
| 494        | S/RES/494 (1981) | نص الوثيقة على موقع الأمم المتحدة | تعيين الأمين العام الجديد           |
| 495        | S/RES/495 (1981) | نص الوثيقة على موقع الأمم المتحدة | قبرص                                |
| 496        | S/RES/496 (1981) | نص الوثيقة على موقع الأمم المتحدة | سيشل                                |
| 497        | S/RES/497 (1981) | نص الوثيقة على موقع الأمم المتحدة | إسرائيل - الجمهورية العربية السورية |
| 498        | S/RES/498 (1981) | نص الوثيقة على موقع الأمم المتحدة | إسرائيل - لبنان                     |
| 499        | S/RES/499 (1981) | نص الوثيقة على موقع الأمم المتحدة | محكمة العدل الدولية                 |

## المرجع
1. ↑  "Security Council Resolutions" (بالإنجليزية). الأمم المتحدة. Archived from the original on 2018-10-19. Retrieved 22 شباط / فبراير 2017. {{استشهاد ويب}}: تحقق من التاريخ في: |تاريخ الوصول= (help)